# Pennisetum basedowii
Pennisetum basedowii là một loài thực vật có hoa trong họ Hòa thảo. Loài này được Summerh. & C.E.Hubb. mô tả khoa học đầu tiên năm 1926.